# Tmarus piochardi
Tmarus piochardi es una especie de araña cangrejo del género Tmarus, familia Thomisidae.

## Distribución
Esta especie se encuentra en Irán y el Mediterráneo.